# František Antonín Kolovrat

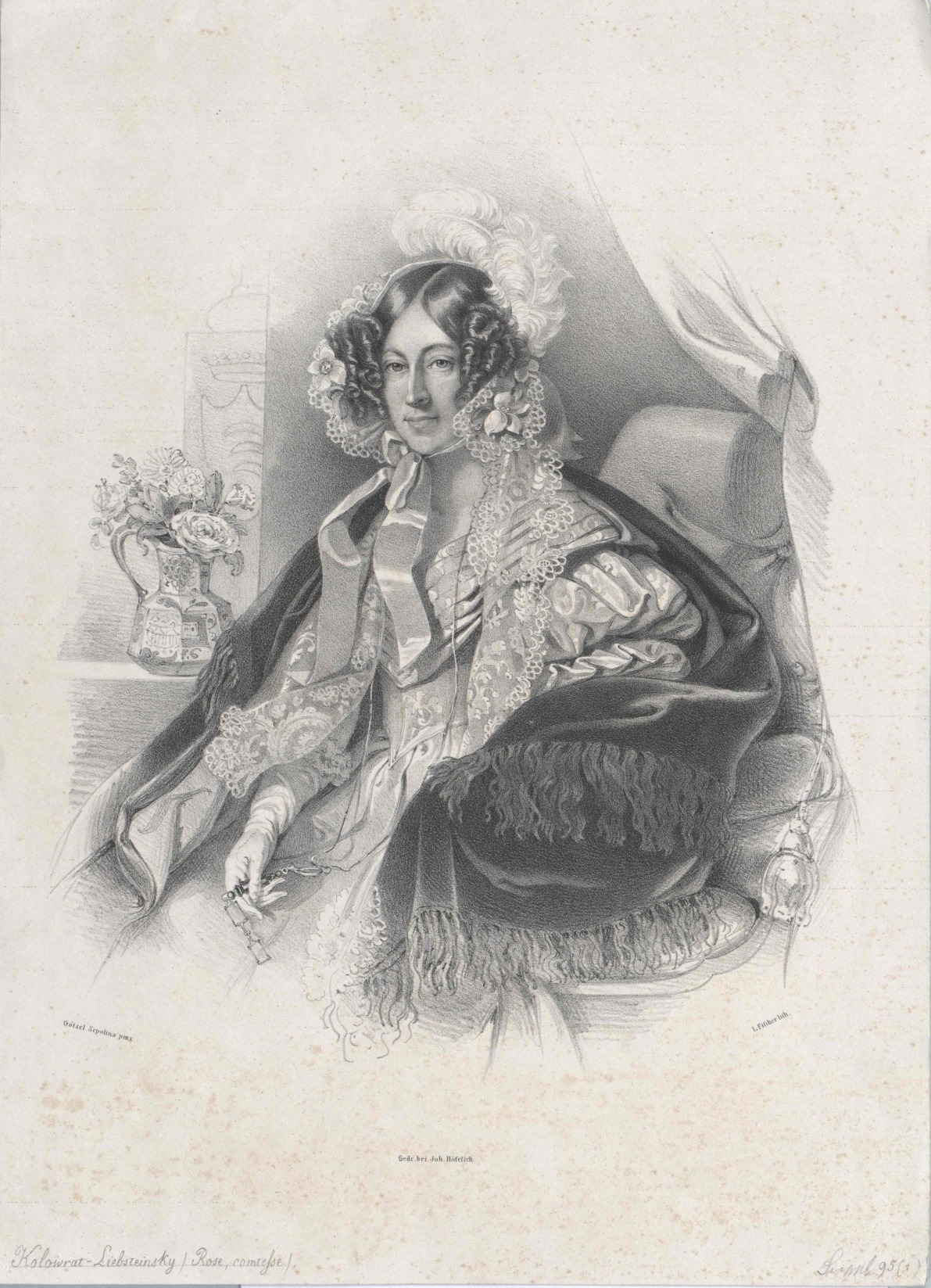
Manželka Františka Antonína II. hraběte Kolovrat-Libštejnského Marie Rosa, rozená Kinská z Vchynic a Tetova (1780-1842)

František Antonín Libštejnský z Kolovrat (německy Franz Anton Graf von Kolowrat-Liebsteinsky, křtěn 31. ledna 1778 Praha – 4. dubna 1861 Vídeň) byl český šlechtic a rakouský státník, jenž byl umírněným liberálem oproti stoupencům knížete Metternicha na Vídeňském kongresu, ačkoli oba dva zastupovali rakouského císaře. Hrabě Kolovrat-Libštejnský byl nejvyšším purkrabím v Čechách, státním a konferenčním ministrem, 1. ministerským předsedou Rakouského císařství a členem Císařské rady císaře Ferdinanda I. Stal se držitelem Řádu zlatého rouna, který mu udělil císař František II. dne 29. dubna 1830. Byl posledním mužským příslušníkem libštejnské větve Kolovratů. Proslavil se jako zakladatel Národního muzea a mecenáš české vědy a kultury.

## Rodina
František Antonín II. hrabě Libštejnský z Kolovrat byl příslušníkem starobylého českého šlechtického rodu Kolowratů.
Byl jediným synem hraběte Františka Josefa II. (1747–1829), císařského komořího, skutečného tajného rady, čestného bailliho, velkokřižníka řádu maltézských rytířů a Kateřiny hraběnky Kolowrat-Krakowské (1747–1812).
Oženil se 8. června 1801 s Růženou hraběnkou Kinskou z Vchynic a Tetova (1780–1842), která byla dámou Hvězdného kříže a palácovou dámou. Manželé neměli potomky, a libštejnská větev rodu tak vymřela po meči.
Oba manželé byli pohřbeni v rodové hrobce Kolovratů v kryptě kostela Nejsvětější Trojice v Rychnově nad Kněžnou, jejíž vchod zdobí alianční znak manželů.

## Politická kariéra
Od svých třiceti let se angažoval v české zemské politice. Byl zprvu pražským hejtmanem a v letech 1807–1810 policejním ředitelem. Od 13. dubna 1811 do roku 1826 byl nejvyšším purkrabím pražským, tedy rakouským místodržícím v Čechách. Zde řešil mimo jiné následky státního bankrotu Rakouska z roku 1811, průchody rakouských a ruských vojsk do válek a z válek s Napoleonem v letech 1813–1815, výstavbu a zvelebování českých lázní i jiných měst, stavby a údržbu státních silnic, podporu podnikání.
František Antonín ve státní službě nebyl pouze českým provinčním úředníkem, nýbrž za císaře Františka I. a Ferdinanda I. byl také finančním a vládním odborníkem celé monarchie.
Když císař František I. v roce 1826 vážně onemocněl, povolal hraběte Kolovrat-Libštejnského do Vídně, aby jako státní ministr a člen Státní rady řídil její politickou sekci. Po několika měsících v úřadu vedl i sekci finanční. 
V roce 1829 se hrabě František Antonín II. stal ředitelem rozpočtové komise, která poprvé po dlouhé době dokázala sestavit vyrovnaný rozpočet, přestože byl v zemi velký státní dluh a navíc, mnoho finančních prostředků bylo nakládáno na Metternichovu zahraniční politiku, se kterou Kolovrat-Libštejnský dlouhodobě nesouhlasil. Právě otázka vyrovnaného rozpočtu byla příčinou mnoha jeho neshod s knížetem z Metternichu (1773–1859). V této době nacházel stále více porozumění pro umírněný liberalismus, který však byl trnem v oku státnímu kancléři.
Po smrti císaře Františka I. usedl na trůn nástupce jeho syn Ferdinand V., který ale nebyl schopen samostatné vlády, neboť byl duševně zaostalý. Proto byla sestavena státní ministerská konference, která vládla za něj. Hrabě František Antonín II. byl od 12. prosince 1836 až do Březnové revoluce dne 13. března 1848 členem rakouské Tajné státní konference, ve funkci státního a konferenčního ministra.
Ferdinandova intronizace se konala v témže roce, přičemž oba státníci, Metternich i Libštejnský z Kolovrat ihned převzali společnou vládu. Avšak rozdíly v názorech mezi kancléřem a ministrem, které stále znovu vyvstávaly na státních setkáních, přivedly vnitřní politiku Rakouska do potíží. Císař proti tomu byl bezmocný a rozdíly v názorech obou mužů byly nakonec určující pro předbřeznové období.
Klidnější období nastala teprve když byl kníže von Metternich během Březnové revoluce 1848 kvůli svému stoicko-konzervativnímu postoji svržen. Novým ministerským předsedou byl jmenován hrabě Kolovrat-Libštejnský. Od 20. března do 19. dubna roku 1848 bylo vytvořeno nové Ministerské prezídium, v jehož čele stanul hrabě František Antonín a stal se tak prvním konstitučním ministerským předsedou rakouské monarchie.
Ačkoli svého cíle – zavést v Rakousku konstituční monarchii – hrabě Libštejnský z Kolovrat dosáhl, nebyla tato dlouhodobě udržitelná a poté, kdy císař abdikoval a jeho nástupce, František Josef I., převzal vládu a novým ministerským předsedou jmenoval Felixe knížete ze Schwarzenbergu, byla vystřídána neoabsolutismem.

## Podnikání
Hrabě František Antonín v roce 1848 vystoupil ze státní služby, vrátil se do Čech a věnoval se zvelebování svých statků. V Rychnově nad Kněžnou dal hrabě postavit novou školu a nechal obnovit a opravit kostel Nejsvětější Trojice. V Černé Vodě provozoval sklárnu a ve Skuhrově nad Bělou založil železnou huť, kterou nazval podle své manželky „Růženina huť“. V letech 1822–1825 dal přestavět zámek v Černíkovicích na své letní sídlo.

## Mecenášství

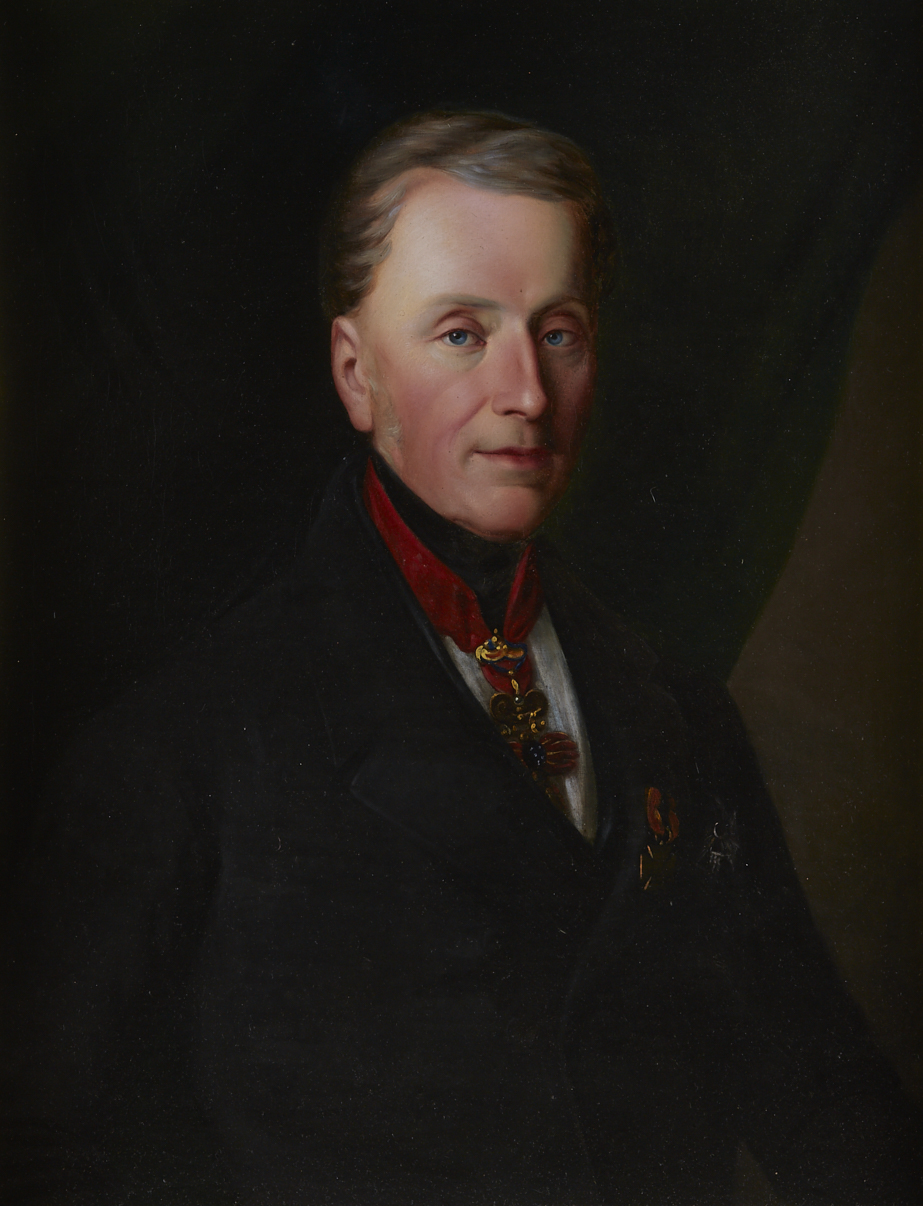
František Antonín II. hrabě Kolowrat-Liebsteinský

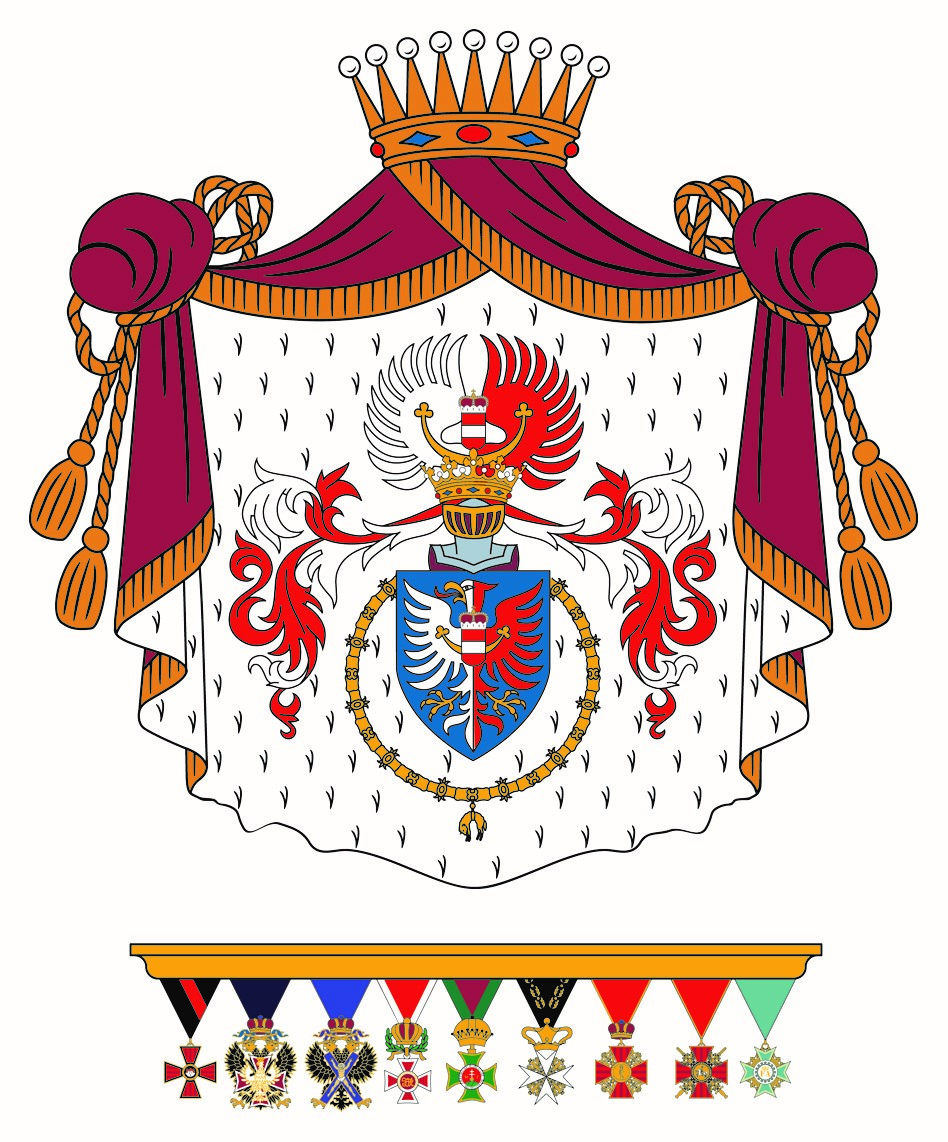
Erb Františka Antonína II. hraběte Kolowrat-Liebsteinského

Kromě rodné němčiny zčásti ovládal český jazyk, ale nemluvil jím. Přesto byl zemským patriotem a obdivovatelem i mecenášem české vědy, kultury a jazyka. Stal se dokonce prezidentem Královské české společnosti nauk. Již z Vídně podporoval zakládání českých spolků - například Matice české, Jednoty ku povzbuzení průmyslu v Čechách, Měšťanské besedy a dalších. Hrabě finančně podpořil vydání řady knih, jako například almanach Sebrání písní a zpěvů A. J. Puchmajera. 
Zejména v letech 1809–1826 podporoval nejen kulturu, ale i české národní obrození.
Od roku 1804 byl řádným členem c. k. vlastenecko-hospodářské společnosti, pak jako nejvyšší purkrabí jejím protektorem. Roku 1861 zdědila společnost jeho agronomickou literaturu.
Vstoupil mezi členy kruhu aristokratů - zemských vlastenců, kteří roku 1818 pod vedením Kašpara Šternberka, Františka Josefa ze Šternberka a Manderscheidu a za účasti Františka Klebelsberga a Jana Norberta z Neuberka založili Vlastenecké muzeum v Praze. Národní muzeum bylo založeno 15. dubna 1818 v čele jeho prozatímní správy stál nejvyšší purkrabí František Antonín Kolovrat-Libštejnský, ten také jmenoval prozatímní výbor muzea. Jeho zakladatelskou roli symbolizuje zednické kladívko na soklu jeho sochy v Pantheonu národního muzea. Zasloužil se také o vybudování Mostu císaře Františka I. V roce 1855 se hrabě František Antonín stal donátorem sousoší Sv. Františka Serafinského na Karlově mostě, kterou na plné náklady hraběte Kolowrat-Liebsteinského vyhotovil významný český sochař Emanuel Max. Socha byla věnována památce záchrany císaře Františka Josefa I. při atentátu o dva roky dříve.

V roce 1836 se zasloužil o stavbu kostela Navštívení Panny Marie v Nových Domcích u Rozvadova, kterou realizoval tachovský stavitel Anthon Thurner. Kostel byl postaven na původních kamenných základech v empirovém slohu v místě staršího dřevěného kostela pocházejícího z let 1791–1808.

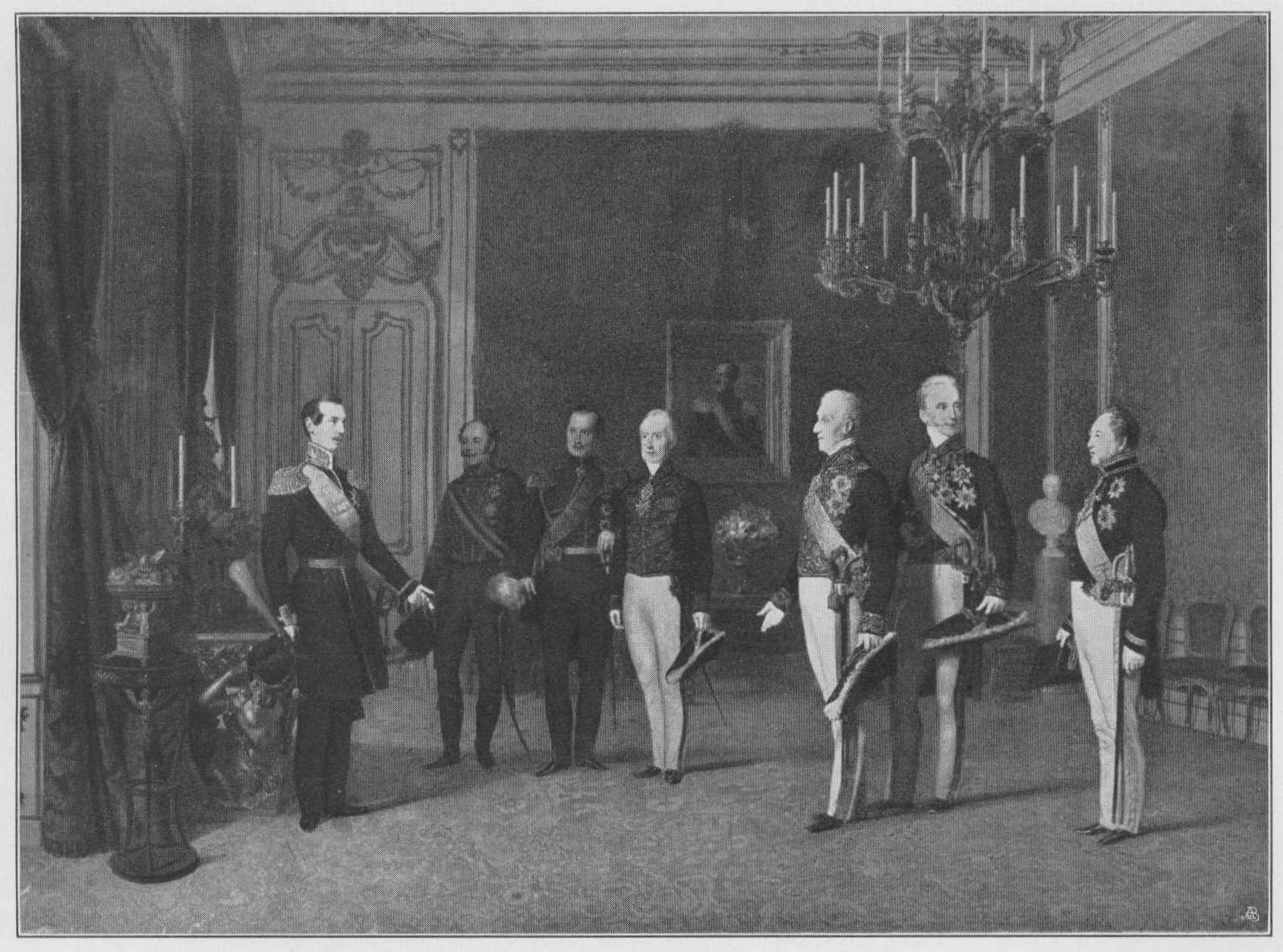
Audience na vídeňském Hofburgu. Zleva: budoucí car Alexander, hrabě Ladislav z Wrbna, Alexej Orloff, kníže Colloredo-Mannsfeld, kníže Metternich a hrabě Kolowrat.

V závěti odkázal Českému vlasteneckému muzeu svou vzácnou knihovnu čítající 35 000 svazků a sbírku minerálů, která se stala nejcennější součástí knihovny muzea.
V letech 1839–1870 získala ulice V Alejích (dnešní ulice Na Příkopě) název Kolowratova třída, a to podle hraběte Kolovrat-Libštejnského. Také Kolowratova skála v bývalém krajském městě západočeských lázní Lokti nad Ohří dosud nese jeho jméno.

## Vyznamenání
- Řád zlatého rouna
- Řád sv. Štěpána
- Císařský rakouský řád Leopoldův
- Zlatý civilní Záslužný kříž
- Velkokříž řádu Maltézských rytířů
- Řád sv. Ondřeje
  -     -       - Řád routové koruny
      - Řád sv. Anny
- Řád sv. Vladimíra
- Řád bílé orlice
- Řád sv. Alexandra Něvského
- Velký kříž svatého Jana Jerusalemského

## Portréty
- Johann Nepomuk Ender: Portrét polofigury F.A.Kolowrata jako ministra, s Řádem Zlatého rouna; olejomalba na plátně; Národní muzeum v Praze
- Ferdinand Karl Theodor von Lütgendorf (1785-1858): Portrét; lept, 1820, Vídeň